# Аутопут А1 (Хрватска)
Ауто-пут А1 је најдужи незавршени ауто-пут у Републици Хрватској, који повезује Загреб са Карловцем, Госпићем, Задром, Шибеником, Сплитом и Плочама. Наставак градње ауто-пута према Дубровнику, као и моста Пељешац (завршетак 2015) је планиран и делом је већ у градњи.
Неки од већих (захтевнијих) објеката на ауто-путу су: 
- Тунел Мала Капела
- Тунел Свети Рок
- Пељешки мост

## Галерија
- Петља Лучко код Загреба
- Ауто-пут Загреб - Сплит код тунела Свети Рок
- Ветрењаче на брду Тртар поред ауто-пута А1 у близини Шибеника
- Скрадински мост
- Наплатне кућице код Рачве